# ناكاتسوغاوا غيفو
قالب:Infobox city Japan
ناكاتسوغاوا غيفو (بالإنجليزية: Nakatsugawa, Gifu)‏ هي مدن اليابان تقع في اليابان في غيفو (محافظة).  يقدر عدد سكانها بـ 80,573 نسمة .

## توأمة
لناكاتسوغاوا غيفو اتفاقيات توأمة مع:
- تويوتا

## أعلام
- هيكارو هنادا